# Н. Кальма
Н. Кальма (настоящее имя Анна Иосифовна Кальманок; 30 марта 1908 — 1988) — советская детская писательница, автор исторических и приключенческих романов, повестей, рассказов, а также художественных биографий деятелей истории и культуры.

## Биография
По окончании школы поступила в медицинский институт, но училась в нём недолго. Впоследствии окончила Высший литературно-художественный институт им. В. Я. Брюсова (1928) и в том же году факультет общественных наук МГУ.
Публиковалась с конца 1920-х годов, свободно владея французским, немецким и английским языками, занималась переводами. Работала корреспондентом в газетах «Правда», «Известия», «Гудок» и др. «Ей, — писал в предисловии к одной из её книг Лев Кассиль, — пришлось немало поездить по стране, чтобы своими глазами разглядеть различные стороны нашей необъятно многообразной, бурно перестраивающейся жизни. В работе этой, беспокойной, требующей большой и постоянной затраты сил, она не знала удержу».
Поддерживала отношения с рядом известных писателей, в частности, В. В. Маяковским, давним другом её отца, немало способствовавшим её литературной карьере. Воспоминания о поэте она положила в основу его художественной биографии, опубликованной в 1940 году, к 10-летию его гибели, в виде детской повести «Большие шаги», а в 1963 году — в расширенном варианте в виде романа «В июльский день». «Когда Маяковского не стало, — вспоминала она, — первая мысль была: написать о нём, рассказать всем, главным образом молодёжи, какой это был Человек, как он писал стихи, как говорил, как двигался, как помогал молодым. По горячим следам стала набрасывать всё, что помнила, что было так живо».
Член Союза писателей СССР с 1940 года.
В июле 1941 года по направлению газеты «Красная звезда» прибыла на фронт, зачислена бойцом 2-го кавалерийского корпуса генерала Доватора. Участвовала в рейдах по тылам противника. Уволена из армии в конце 1942 года в звании капитана.
После войны активно публиковалась, занималась переводами. Автор более 30 книг, том числе романов, повестей и рассказов. Соединяла в своём творчестве журналистское умение оперативно разыскивать факты и мастерство писателя-беллетриста. В 1957 году опубликовала краткую автобиографию в предисловии к роману «Вернейские грачи».
В последние годы чаще всего трудилась на даче в Болшево. Будучи заядлой спортсменкой, отлично каталась на лыжах и ездила верхом. Часто посещала литературные вечера и научные заседания в Государственном музее А. С. Пушкина, дружила с его основателем и первым директором Александром Крейном, завещав музею свою коллекцию раритетной мебели, портретов и миниатюр.
Умерла в 1988 году в Москве. Похоронена на Новодевичьем кладбище.

## Сочинения
- Желторотые. — М., 1931.
- Кукс и кролики. — М., 1933.
- Свисток: Рассказ. — М., 1933.
- Чёрная Салли: Повесть. — М., 1939. (Переиздания: М., 1941; М., 1959.)
- Большие шаги: Повесть. — М.; Л., 1940. (Переиздание: Свердловск, 1966.)
- Джон Браун. — М., 1940 (ЖЗЛ. Переиздание: М., 1957.)
- Девица-кавалерист. — М., 1942.
- Серебряный щит. — М., 1942.
- Тетрадь Андрея Сазонова: Повесть. — М., 1947. (Переиздание: М., 1948.)
- Дети Горчичного Рая: Роман. — М., 1950. (Переиздания: М.-Л., 1950; Л., 1951; М.-Л., 1951; Рига, 1951; Свердловск, 1951; Горький, 1954; М., 1956.)
- Джим-лифтёр: Рассказы. — М.; Л., 1952. (Переиздание: Ташкент, 1960.)
- Вернейские грачи: Роман. — М., 1957. (Переиздания: Л., 1958; М., 1959; М., 1964.)
- Заколдованная рубашка. — М., 1960. (Переиздания: М., 1963; Свердловск, 1971.)
- Возможно, их зовут иначе: Роман. — М., 1963.
- Жозеф и Мутара. Конголезские мальчики: Повесть. — М., 1962. (Переиздание: Свердловск, 1962.)
- Стеклянный букет: Рассказы и повесть. — М., 1962.
- В июльский день. — М., 1963.
- Встреча с сыном. — М., 1963.
- Капитан Большое сердце: Повесть // Мир приключений. — Вып. 10. — М.: Молодая гвардия, 1964.
- Карел — маленький горец; Дети Чехословакии. — М., 1964. (Переиздания: Сведловск, 1968; М., 1977; М., 1980.)
- Русские девочки: Повести. — Свердловск, 1965.
- Книжная лавка близ площади Этуаль: Роман. — М., 1966. (Переиздания: М., 1971; Свердловск, 1977; М., 1979; М., 1985.)
- Воркушины песни: Рассказы. — М., 1966.
- Николай и Николо: Рассказы. — М., 1967.
- Книжная лавка близ площади Этуаль; Вернейские грачи: Романы. — М., 1968.
- Нет слова «невозможно»: Повести. — М., 1969.
- Птица колибри: Рассказы. — М., 1972.
- Сироты квартала Бельвилль: Роман. — М., 1974.
- Большими шагами: Повесть. — М., 1974.
- Заколдованная рубашка; Джон Браун: Исторические повести. — М., 1985.